# Montreux Volley Masters 2015
Il Montreux Volley Masters di pallavolo femminile 2015 si è svolto dal 26 al 31 maggio 2015 a Montreux, in Svizzera: al torneo hanno partecipato otto squadre nazionali e la vittoria finale è andata per la prima volta alla Turchia.

## Impianti
|                                                                             |  |  |
|                                                                             |  |  |
| Salle Omnisports du Pierrier Città: Montreux Capienza: - Anno d'apertura: - |  |  |

## Regolamento
Le squadre hanno disputato una prima squadra a gironi con formula del girone all'italiana; al termine della prima fase:
- Le prime due classificate di ogni girone hanno acceduto alla fase finale per il primo posto, strutturata in semifinali, finale per il terzo posto e finale.
- Le ultime due classificate di ogni girone hanno acceduto alla fase finale per il quinto posto, strutturata in due finali per il quinto posto.

## Squadre partecipanti
| Squadra         | Qualificazione | Ultima partecipazione        |
| --------------- | -------------- | ---------------------------- |
| Cina            | Wild card      | Montreux Volley Masters 2014 |
| Germania        | Wild card      | Montreux Volley Masters 2014 |
| Giappone        | Wild card      | Montreux Volley Masters 2014 |
| Italia          | Wild card      | Montreux Volley Masters 2013 |
| Paesi Bassi     | Wild card      | Montreux Volley Masters 2011 |
| Rep. Dominicana | Wild card      | Montreux Volley Masters 2014 |
| Russia          | Wild card      | Montreux Volley Masters 2014 |
| Turchia         | Wild card      | Montreux Volley Masters 2007 |

## Torneo

### Fase a gironi
| Girone A        | Girone B |
| --------------- | -------- |
| Cina            | Germania |
| Paesi Bassi     | Giappone |
| Rep. Dominicana | Italia   |
| Russia          | Turchia  |

#### Girone A

##### Risultati
| 26 maggio 2015 Salle Omnisports du Pierrier, Montreux Durata: 1h:49 - Spettatori: 900   | Cina            | 3 - 1 | Rep. Dominicana | 25-20, 20-25, 25-20, 25-20 |
| 27 maggio 2015 Salle Omnisports du Pierrier, Montreux Durata: 1h:24 - Spettatori: 850   | Cina            | 0 - 3 | Paesi Bassi     | 18-25, 24-26, 27-29        |
| 27 maggio 2015 Salle Omnisports du Pierrier, Montreux Durata: 1h:28 - Spettatori: 1 000 | Rep. Dominicana | 0 - 3 | Russia          | 23-25, 21-25, 23-25        |
| 28 maggio 2015 Salle Omnisports du Pierrier, Montreux Durata: 1h:49 - Spettatori: 1 200 | Paesi Bassi     | 3 - 1 | Russia          | 25-20, 23-25, 25-17, 25-22 |
| 29 maggio 2015 Salle Omnisports du Pierrier, Montreux Durata: 1h:25 - Spettatori: 1 050 | Rep. Dominicana | 0 - 3 | Paesi Bassi     | 14-25, 24-26, 22-25        |
| 29 maggio 2015 Salle Omnisports du Pierrier, Montreux Durata: 1h:52 - Spettatori: 1 700 | Russia          | 3 - 1 | Cina            | 18-25, 25-23, 25-19, 25-23 |

##### Classifica
| Pos | Squadra         | Pt | G | V | P | SV | SP | Ratio | PF  | PS  | Ratio |
| --- | --------------- | -- | - | - | - | -- | -- | ----- | --- | --- | ----- |
| 1   | Paesi Bassi     | 9  | 3 | 3 | 0 | 9  | 1  | 9.000 | 254 | 213 | 1.192 |
| 2   | Russia          | 6  | 3 | 2 | 1 | 7  | 4  | 1.750 | 252 | 255 | 0.988 |
| 3   | Cina            | 3  | 3 | 1 | 2 | 4  | 7  | 0.571 | 254 | 258 | 0.984 |
| 4   | Rep. Dominicana | 0  | 3 | 0 | 3 | 1  | 9  | 0.111 | 212 | 246 | 0.861 |

#### Girone B

##### Risultati
| 26 maggio 2015 Salle Omnisports du Pierrier, Montreux Durata: 1h:43 - Spettatori: 1 000 | Italia   | 1 - 3 | Germania | 20-25, 15-25, 25-21, 23-25 |
| 26 maggio 2015 Salle Omnisports du Pierrier, Montreux Durata: 1h:21 - Spettatori: 760   | Giappone | 3 - 0 | Turchia  | 25-19, 26-24, 25-18        |
| 27 maggio 2015 Salle Omnisports du Pierrier, Montreux Durata: 1h:44 - Spettatori: 1 050 | Turchia  | 3 - 1 | Germania | 17-25, 25-22, 25-16, 25-14 |
| 28 maggio 2015 Salle Omnisports du Pierrier, Montreux Durata: 2h:02 - Spettatori: 1 000 | Germania | 1 - 3 | Giappone | 27-25, 17-25, 20-25, 24-26 |
| 28 maggio 2015 Salle Omnisports du Pierrier, Montreux Durata: 1h:23 - Spettatori: 850   | Italia   | 0 - 3 | Turchia  | 17-25, 26-28, 22-25        |
| 29 maggio 2015 Salle Omnisports du Pierrier, Montreux Durata: 1h:18 - Spettatori: 1 400 | Giappone | 3 - 0 | Italia   | 25-12, 28-26, 25-16        |

##### Classifica
| Pos | Squadra  | Pt | G | V | P | SV | SP | Ratio | PF  | PS  | Ratio |
| --- | -------- | -- | - | - | - | -- | -- | ----- | --- | --- | ----- |
| 1   | Giappone | 9  | 3 | 3 | 0 | 9  | 1  | 9.000 | 255 | 203 | 1.256 |
| 2   | Turchia  | 6  | 3 | 2 | 1 | 6  | 4  | 1.500 | 231 | 218 | 1.059 |
| 3   | Germania | 3  | 3 | 1 | 2 | 5  | 7  | 0.714 | 261 | 276 | 0.945 |
| 4   | Italia   | 0  | 3 | 0 | 3 | 1  | 9  | 0.111 | 202 | 252 | 0.801 |

### Fase finale

#### Finali 1º e 3º posto
|  | Semifinali  | Semifinali  | Semifinali |          |         | Finale 1º/2º posto | Finale 1º/2º posto | Finale 1º/2º posto |  |
|  |             |             |            |          |         |                    |                    |                    |  |
|  | Paesi Bassi | Paesi Bassi | 2          |          |         |                    |                    |                    |  |
|  | Paesi Bassi | Paesi Bassi | 2          |          |         |                    |                    |                    |  |
|  | Turchia     | Turchia     | 3          |          |         |                    |                    |                    |  |
|  | Turchia     | Turchia     | 3          |          | Turchia | Turchia            | 3                  |                    |  |
|  |             |             |            |          | Turchia | Turchia            | 3                  |                    |  |
|  |             |             | Giappone   | Giappone | 2       |                    |                    |                    |  |
|  | Giappone    | Giappone    | Giappone   | Giappone | 2       | 3                  |                    |                    |  |
|  | Giappone    | Giappone    |            |          |         | 3                  |                    |                    |  |
|  | Russia      | Russia      | 0          |          |         | Finale 3º/4º posto | Finale 3º/4º posto | Finale 3º/4º posto |  |
|  | Russia      | Russia      | 0          |          |         |                    |                    |                    |  |
|  |             |             |            |          |         |                    |                    |                    |  |
|  |             |             |            |          |         | Paesi Bassi        | Paesi Bassi        | 3                  |  |
|  |             |             |            |          |         | Paesi Bassi        | Paesi Bassi        | 3                  |  |
|  |             |             |            |          |         | Russia             | Russia             | 0                  |  |

##### Semifinali
| 30 maggio 2015 Salle Omnisports du Pierrier, Montreux Durata: 2h:19 - Spettatori: 1 900 | Paesi Bassi | 2 - 3 | Turchia | 27-29, 25-23, 13-25, 25-17, 13-15 |
| 30 maggio 2015 Salle Omnisports du Pierrier, Montreux Durata: 1h:23 - Spettatori: 1 900 | Giappone    | 3 - 0 | Russia  | 25-23, 25-22, 25-13               |

##### Finale 3º posto
| 31 maggio 2015 Salle Omnisports du Pierrier, Montreux Durata: 1h:23 - Spettatori: 1 400 | Paesi Bassi | 3 - 0 | Russia | 25-21, 25-21, 25-21 |

##### Finale
| 31 maggio 2015 Salle Omnisports du Pierrier, Montreux Durata: 2h:05 - Spettatori: 1 800 | Turchia | 3 - 2 | Giappone | 22-25, 19-25, 25-19, 25-23, 15-10 |

#### Finale 5º posto
| 30 maggio 2015 Salle Omnisports du Pierrier, Montreux Durata: 2h:11 - Spettatori: 1 400 | Germania | 3 - 1 | Rep. Dominicana | 25-19, 27-29, 26-24, 28-26 |
| 30 maggio 2015 Salle Omnisports du Pierrier, Montreux Durata: 1h:37 - Spettatori: 1 100 | Cina     | 1 - 3 | Italia          | 25-27, 21-25, 25-15, 16-25 |

## Podio

### Campione
Formazione: 2 Merve Dalbeler, 3 Gizem Güreşen, 4 Dicle Babat, 5 Kübra Akman, 6 Polen Uslupehlivan, 7 Seda Tokatlıoğlu, 9 Büşra Cansu, 10 Güldeniz Önal, 11 Naz Aydemir, 13 Neriman Özsoy, 14 Gözde Yılmaz, 16 Meliha İsmailoğlu, 18 Aslı Kalaç, 20 Çağla Akın, 24 Ezgi Dağdelenler, CT: Ferhat Akbaş

### Secondo posto
Formazione: 2 Kotoki Zayasu, 3 Saori Kimura, 4 Arisa Takada, 5 Chizuru Kotō, 7 Mai Yamaguchi, 8 Sarina Koga, 10 Sayaka Iwasaki, 12 Yuki Ishii, 14 Yukiko Ebata, 17 Kana Ōno, 19 Haruka Miyashita, 20 Natsumi Fujita, 21 Riho Ōtake, 22 Yurie Nabeya, CT: Masayoshi Manabe

### Terzo posto
Formazione: 2 Femke Stoltenborg, 3 Yvon Beliën, 4 Celeste Plak, 5 Robin de Kruijf, 6 Maret Grothues, 7 Quinta Steenbergen, 8 Judith Pietersen, 9 Myrthe Schoot, 10 Lonneke Slöetjes, 11 Anne Buijs, 12 Manon Flier, 14 Laura Dijkema, 16 Debby Stam, 17 Nicole Oude Luttikhuis, 22 Nicole Koolhaas, CT: Giovanni Guidetti

## Classifica finale
| Pos | Squadre         |
| --- | --------------- |
|     | Turchia         |
|     | Giappone        |
|     | Paesi Bassi     |
| 4   | Russia          |
| 5   | Germania        |
| 5   | Italia          |
| 7   | Cina            |
| 7   | Rep. Dominicana |

## Premi individuali
| Premio                 | Nome             | Squadra     |
| ---------------------- | ---------------- | ----------- |
| MVP                    | Yuki Ishii       | Giappone    |
| Miglior palleggiatrice | Naz Aydemir      | Turchia     |
| Miglior opposto        | Lonneke Slöetjes | Paesi Bassi |
| Miglior schiacciatrice | Yuki Ishii       | Giappone    |
| Miglior schiacciatrice | Anne Buijs       | Paesi Bassi |
| Miglior centrale       | Yvon Beliën      | Paesi Bassi |
| Miglior centrale       | Büşra Cansu      | Turchia     |
| Miglior libero         | Kotoki Zayasu    | Giappone    |